# Pseudomyrmex tachigaliae
Pseudomyrmex tachigaliae is een mierensoort uit de onderfamilie van de Pseudomyrmecinae. De wetenschappelijke naam van de soort is voor het eerst geldig gepubliceerd in 1904 door Forel.